# Andrallus spinidens
Andrallus spinidens är en insektsart som först beskrevs av Fabricius 1787.  Andrallus spinidens ingår i släktet Andrallus och familjen bärfisar. Inga underarter finns listade i Catalogue of Life.